# Natação no Campeonato Mundial de Esportes Aquáticos de 2013 - 50 m borboleta feminino
A prova dos 50 metros borboleta feminino da natação no Campeonato Mundial de Esportes Aquáticos de 2013 ocorreu nos dias 2 de agosto e 3 de agosto no Palau Sant Jordi  em Barcelona.

## Recordes
Antes desta competição, os recordes mundiais e do campeonato nesta prova eram os seguintes:
| Tipo                  | Atleta            | Tempo | Local | Data                |
| --------------------- | ----------------- | ----- | ----- | ------------------- |
|                       | Therese Alshammar | 25.07 | Roma  | 31 de julho de 2009 |
| Recorde do campeonato | Therese Alshammar | 25.07 | Roma  | 31 de julho de 2009 |

## Medalhistas
| Ouro                   | Prata         | Bronze                    |
| Jeanette Ottesen (DEN) | Lu Ying (CHN) | Ranomi Kromowidjojo (NED) |

## Resultados

### Eliminatórias
Esses foram os resultados das eliminatórias.
| Pos. | Bateria | Raia | Nadadora            | Nacionalidade  | Tempo | Notas |
| ---- | ------- | ---- | ------------------- | -------------- | ----- | ----- |
| 1    | 6       | 5    | Francesca Halsall   | Reino Unido    | 25.69 | Q     |
| 1    | 7       | 4    | Jeanette Ottesen    | Dinamarca      | 25.69 | Q     |
| 3    | 7       | 6    | Lu Ying             | China          | 25.82 | Q     |
| 4    | 5       | 8    | Brittany Elmslie    | Austrália      | 26.03 | Q     |
| 5    | 5       | 5    | Christine Magnuson  | Estados Unidos | 26.12 | Q     |
| 6    | 7       | 5    | Inge Dekker         | Países Baixos  | 26.15 | Q     |
| 7    | 5       | 3    | Dana Vollmer        | Estados Unidos | 26.29 | Q     |
| 8    | 5       | 4    | Ranomi Kromowidjojo | Países Baixos  | 26.31 | Q     |
| 9    | 7       | 7    | Silvia di Pietro    | Itália         | 26.31 | Q     |
| 10   | 7       | 3    | Kimberly Buys       | Bélgica        | 26.35 | Q     |
| 11   | 6       | 6    | Sophia Batchelor    | Nova Zelândia  | 26.45 | Q     |
| 11   | 7       | 0    | Farida Osman        | Egito          | 26.45 | Q     |
| 13   | 6       | 9    | Tao Li              | Singapura      | 26.48 | Q     |
| 14   | 5       | 6    | Svetlana Chimrova   | Rússia         | 26.51 | Q     |
| 15   | 7       | 8    | Sandrine Mainville  | Canadá         | 26.52 | Q     |
| 16   | 6       | 3    | Mélanie Henique     | França         | 26.54 | DES   |
| 16   | 6       | 8    | Alexandra Wenk      | Alemanha       | 26.54 | DES   |
| 18   | 6       | 4    | Alicia Coutts       | Austrália      | 26.56 |       |
| 19   | 5       | 7    | Ilaria Bianchi      | Itália         | 26.63 |       |
| 20   | 7       | 2    | Daynara de Paula    | Brasil         | 26.68 |       |

| Ver o restante da classificação | Ver o restante da classificação | Ver o restante da classificação | Ver o restante da classificação | Ver o restante da classificação | Ver o restante da classificação | Ver o restante da classificação |
| Pos.                            | Bateria                         | Raia                            | Nadadora                        | Nacionalidade                   | Tempo                           | Notas                           |
| ------------------------------- | ------------------------------- | ------------------------------- | ------------------------------- | ------------------------------- | ------------------------------- | ------------------------------- |
| 21                              | 6                               | 7                               | Louise Hansson                  | Suécia                          | 26.71                           |                                 |
| 22                              | 6                               | 1                               | Anna Dowgiert                   | Polónia                         | 26.72                           |                                 |
| 23                              | 7                               | 9                               | Elmira Aigaliyeva               | Cazaquistão                     | 26.76                           |                                 |
| 24                              | 6                               | 2                               | Ingvild Snildal                 | Noruega                         | 26.87                           |                                 |
| 25                              | 5                               | 2                               | Noemie Thomas                   | Canadá                          | 26.88                           |                                 |
| 26                              | 4                               | 8                               | Jeserik Pinto                   | Venezuela                       | 26.94                           | Recorde nacional                |
| 27                              | 6                               | 0                               | Siobhan-Marie O'Connor          | Reino Unido                     | 26.98                           |                                 |
| 28                              | 5                               | 0                               | Amit Ivry                       | Israel                          | 27.04                           |                                 |
| 29                              | 4                               | 3                               | Carolina Colorado               | Colômbia                        | 27.18                           |                                 |
| 30                              | 4                               | 5                               | Hwang Seo-Jin                   | Coreia do Sul                   | 27.22                           |                                 |
| 31                              | 4                               | 2                               | Katarína Listopadová            | Eslováquia                      | 27.32                           |                                 |
| 32                              | 5                               | 9                               | Trudi Maree                     | África do Sul                   | 27.40                           |                                 |
| 33                              | 4                               | 1                               | Lisa Zaiser                     | Áustria                         | 27.41                           |                                 |
| 34                              | 5                               | 1                               | Kristel Vourna                  | Grécia                          | 27.49                           |                                 |
| 35                              | 4                               | 6                               | İris Rosenberger                | Turquia                         | 27.66                           |                                 |
| 35                              | 4                               | 7                               | Gabriela Ņikitina               | Letônia                         | 27.66                           |                                 |
| 35                              | 4                               | 9                               | Chan Kin Lok                    | Hong Kong                       | 27.66                           |                                 |
| 38                              | 7                               | 1                               | Marie Wattel                    | França                          | 27.77                           |                                 |
| 39                              | 4                               | 0                               | Rita Medrano                    | México                          | 28.20                           |                                 |
| 40                              | 3                               | 4                               | Marie Meza                      | Costa Rica                      | 28.43                           |                                 |
| 41                              | 3                               | 6                               | Poula Øssursdóttir Mohr         | Ilhas Feroé                     | 28.52                           |                                 |
| 42                              | 3                               | 3                               | Dorian McMenemy                 | República Dominicana            | 28.53                           |                                 |
| 43                              | 3                               | 5                               | Maria Lopez Nery                | Paraguai                        | 28.84                           |                                 |
| 44                              | 4                               | 4                               | Maria José Ribera               | Bolívia                         | 29.23                           |                                 |
| 45                              | 1                               | 3                               | Ophelia Swayne                  | Gana                            | 29.60                           |                                 |
| 46                              | 3                               | 2                               | Dalia Torrez Zamora             | Nicarágua                       | 29.62                           |                                 |
| 47                              | 2                               | 5                               | Tegan McCarthy                  | Papua-Nova Guiné                | 30.17                           |                                 |
| 48                              | 3                               | 8                               | Mira Shami                      | Jordânia                        | 30.42                           |                                 |
| 49                              | 3                               | 0                               | Felicity Passon                 | Seicheles                       | 30.46                           |                                 |
| 50                              | 3                               | 1                               | Emily Mueti                     | Quênia                          | 30.55                           |                                 |
| 51                              | 2                               | 3                               | San Su Moe Theint               | Myanmar                         | 30.58                           |                                 |
| 52                              | 3                               | 9                               | Irene Prescott                  | Tonga                           | 30.87                           |                                 |
| 53                              | 2                               | 6                               | Deandra van der Colff           | Botswana                        | 31.96                           |                                 |
| 54                              | 3                               | 7                               | Oreoluwa Cherebin               | Granada                         | 32.23                           |                                 |
| 55                              | 2                               | 4                               | Afsana Ismayilova               | Azerbaijão                      | 32.29                           |                                 |
| 56                              | 2                               | 1                               | Johanna Umurungi                | Ruanda                          | 32.35                           |                                 |
| 57                              | 2                               | 8                               | Osisang Chilton                 | Palau                           | 33.92                           |                                 |
| 58                              | 2                               | 7                               | Shreya Dhital                   | Nepal                           | 34.01                           |                                 |
| 59                              | 2                               | 2                               | Angel de Jesus                  | Marianas Setentrionais          | 34.82                           |                                 |
| 60                              | 1                               | 4                               | Danisha Paul                    | Estados Federados da Micronésia | 38.39                           |                                 |
| 61                              | 1                               | 5                               | Emilia Pikkarainen              | Finlândia                       | 99.99                           | DNS                             |

Desempate
Esse foi o resultado do desempate da qual definiu o ultimo classificado as semifinais da prova. 
| Pos. | Raia | Nadadora        | Nacionalidade | Tempo | Notas |
| ---- | ---- | --------------- | ------------- | ----- | ----- |
| 1    | 4    | Mélanie Henique | França        | 25.94 | Q     |
| 2    | 8    | Alexandra Wenk  | Alemanha      | 26.78 |       |

### Semifinal
Esses foram os resultados das semifinais.
Semifinal 1
| Pos. | Raia | Nadadora            | Nacionalidade | Tempo | Notas |
| ---- | ---- | ------------------- | ------------- | ----- | ----- |
| 1    | 4    | Jeanette Ottesen    | Dinamarca     | 25.50 | Q     |
| 2    | 6    | Ranomi Kromowidjojo | Países Baixos | 25.68 | Q     |
| 3    | 8    | Mélanie Henique     | França        | 25.95 | Q     |
| 4    | 3    | Inge Dekker         | Países Baixos | 26.11 | Q     |
| 5    | 7    | Farida Osman        | Egito         | 26.12 | Q,    |
| 6    | 5    | Brittany Elmslie    | Austrália     | 26.13 |       |
| 7    | 1    | Svetlana Chimrova   | Rússia        | 26.47 |       |
| 8    | 2    | Kimberly Buys       | Bélgica       | 26.48 |       |

Semifinal 2
| Pos. | Raia | Nadadora           | Nacionalidade  | Tempo | Notas |
| ---- | ---- | ------------------ | -------------- | ----- | ----- |
| 1    | 4    | Francesca Halsall  | Reino Unido    | 25.90 | Q     |
| 2    | 6    | Dana Vollmer       | Estados Unidos | 26.06 | Q     |
| 3    | 5    | Lu Ying            | China          | 26.12 | Q     |
| 4    | 3    | Christine Magnuson | Estados Unidos | 26.19 |       |
| 5    | 7    | Sophia Batchelor   | Nova Zelândia  | 26.34 |       |
| 6    | 2    | Silvia di Pietro   | Itália         | 26.35 |       |
| 7    | 1    | Tao Li             | Singapura      | 26.47 |       |
| 8    | 8    | Sandrine Mainville | Canadá         | 26.59 |       |

### Final
Esse foi o resultado da final. 
| Pos.              | Raia | Nadadora            | Nacionalidade  | Tempo | Notas            |
| ----------------- | ---- | ------------------- | -------------- | ----- | ---------------- |
| Medalha de ouro   | 4    | Jeanette Ottesen    | Dinamarca      | 25.24 |                  |
| Medalha de prata  | 8    | Lu Ying             | China          | 25.42 | Recorde asiático |
| Medalha de bronze | 5    | Ranomi Kromowidjojo | Países Baixos  | 25.53 |                  |
| 4                 | 3    | Francesca Halsall   | Reino Unido    | 25.70 |                  |
| 5                 | 7    | Inge Dekker         | Países Baixos  | 25.83 |                  |
| 6                 | 6    | Mélanie Henique     | França         | 25.96 |                  |
| 7                 | 1    | Farida Osman        | Egito          | 26.17 |                  |
| 8                 | 2    | Dana Vollmer        | Estados Unidos | 26.46 |                  |

Legenda
| Recorde mundial       | Recorde mundial (World record)               |                       | Recorde africano                      | Recorde africano (African) |                                           | Q | Classificado por posição (Qualified) |
| Recorde do campeonato | Recorde do campeonato (Championship record)  | Recorde da América    | Recorde da América (Americas)         | q                          | Classificado por melhor tempo (Qualified) |   |                                      |
| Melhor marca do ano   | Melhor marca do ano (World leading)          | Recorde asiático      | Recorde asiático (Asian)              | DNS                        | Não largou (Did not start)                |   |                                      |
| Recorde nacional      | Recorde nacional (National record)           | Recorde europeu       | Recorde europeu (European)            | DNF                        | Não terminou (Did not finish)             |   |                                      |
| Recorde pessoal       | Recorde pessoal do atleta (Personal best)    | Recorde da Oceania    | Recorde da Oceania (Oceania)          | DSQ / DQ                   | Desclassificado (Disqualified)            |   |                                      |
| Recorde da temporada  | Recorde da temporada do atleta (Season best) | Recorde sul-americano | Recorde sul-americano (South America) | NM                         | Sem marca (No mark)                       |   |                                      |